# Ulrich Widmaier (Jurist)
Ulrich Widmaier (* 8. Mai 1943 in Stuttgart) ist ein deutscher Jurist, ehemaliger Richter am Bundesverwaltungsgericht (Deutschland) und Honorarprofessor an der Universität der Bundeswehr München. 

## Werdegang
Widmaier studierte Rechtswissenschaften an der Universität Heidelberg sowie der Universität Göttingen. Seine juristische Ausbildung endete 1973 mit der Zweiten Juristischen Staatsprüfung. 1975 wurde er von der Universität Göttingen mit einer Untersuchung zum Personalvertretungsrecht zum Dr. iur. promoviert. Widmaier war zunächst beim Verband der Metallindustrie Baden-Württemberg und bei der Landesversicherungsanstalt Württemberg tätig. 1978 wurde er zur Landeshauptstadt Stuttgart versetzt, wo er zuletzt als Leitender Stadtrechtsdirektor tätig war.
Am 2. April 1990 wurde Widmaier zum Richter am Bundesverwaltungsgericht ernannt, wo er dem 2. Wehrdienstsenat zugewiesen wurde. Seit November 2002 war Widmaier stellvertretender Vorsitzender dieses Senats. Von 1990 bis 1994 war Widmaier zudem Mitglied des 1. Wehrdienstsenates. 
Seit September 1999 ist Widmaier Honorarprofessor an der Universität der Bundeswehr München. Er ist zudem Mitautor eines Kommentars zum Bundespersonalvertretungsrecht.
Zum 31. Mai 2008 trat Widmaier als Richter in den Ruhestand.

## Veröffentlichungen (Auswahl)
- Bundespersonalvertretungsgesetz (zusammen mit Wilhelm Ilbertz). 10. Auflage. Kohlhammer, Stuttgart 2004. ISBN 3-17-018270-6.